# غراهام كوكس
غراهام كوكس (بالإنجليزية: Graham Cox)‏ (30 أبريل 1959 في المملكة المتحدة - ) هو لاعب كرة قدم بريطاني في مركز حراسة المرمى. لعب مع نادي برينتفورد ونادي مارغيت ونادي ألدرشوت ونادي سلاو تاون وAddlestone & Weybridge Town F.C. ‏ ونادي هيلينغدون بورو وووركينغهام وإمربروك ‏.